# Adicella bifasciata
Adicella bifasciata är en nattsländeart som beskrevs av Douglas E. Kimmins 1963. Adicella bifasciata ingår i släktet Adicella och familjen långhornssländor. Inga underarter finns listade i Catalogue of Life.